# Inércia quantizada
Inércia Quantizada (IQ), a princípio conhecida como Inércia Modificada por um efeito Casimir em escala Hubble, é uma hipótese sobre a origem da inércia. O conceito foi primeiramente proposto em 2007 por Mike McCulloch, professor de geomática. O conceito se propõe a fornecer uma explicação para curvas de rotação galática e de sistemas binários largos sem a utilização da teoria de matéria escura.

## Radiação de Unruh e mecanismos de horizonte
Existe um horizonte de eventos no universo onde a luz (e, portanto, qualquer informação) não pode e nunca será capaz de alcançar um objeto, porque a aceleração cósmica supera a velocidade da luz: o horizonte cosmológico comovente. Se o objeto acelera em uma direção, um horizonte de eventos semelhante é produzido: o horizonte de Rindler. Qualquer coisa além desses horizontes está fora do universo observável e, portanto, não pode afetar o objeto no centro do espaço de Rindler.
O horizonte de eventos de Rindler é efetivamente o mesmo que o horizonte de eventos de um buraco negro, onde pares de partículas virtuais quânticas são ocasionalmente separados pela gravidade, resultando em emissões de partículas conhecidas como radiação de Hawking. Para um horizonte de Rindler produzido por um objeto em aceleração, uma radiação semelhante é prevista pela teoria quântica de campos: a radiação de Unruh. Devido à dificuldade de medir essa minúscula radiação quântica de fundo vista apenas do referencial de um objeto acelerado, a radiação de Unruh não foi definitivamente observada até agora, embora algumas evidências possam existir.
A inércia quantizada postula que a radiação de Unruh é a origem da inércia: conforme uma partícula acelera, o horizonte de informação de Rindler se expande na direção da aceleração e se contrai atrás dela. Embora seja diferente em essência, esta é uma analogia macroscópica do efeito Casimir: uma onda parcial não ajustada permitiria a um observador inferir o que está além do horizonte de eventos, então não seria mais um horizonte. Esta suposição lógica não permite ondas Unruh que não cabem atrás de um objeto em aceleração. Como resultado, mais pressão de radiação Unruh (que atuaria através do volume da massa, não apenas em sua superfície como a pressão de radiação eletromagnética) atinge mais o objeto vindo da frente do que de trás e este desequilíbrio o empurra de volta contra sua aceleração, resultando no efeito observado como inércia.
Há outro horizonte de eventos muito mais distante: o horizonte de Hubble. Portanto, mesmo na frente de um objeto em aceleração, algumas das ondas Unruh não são permitidas, especialmente as ondas Unruh muito longas que existem se o objeto tiver uma aceleração muito baixa. Portanto, a inércia quantizada prevê que tal objeto com aceleração muito baixa perderia massa inercial de uma nova maneira.

## Sistemas Binários Largos
Sistemas binários são pares de estrelas que orbitam umas às outras. Sistemas binários largos são sistemas com separação de até um ano luz entre o par de estrelas, mais distantes entre si do que a largura de alguns berçarios estelares inteiros. 
Tais sistemas apresentam rotação incongruente com as previsões fornecidas pela física Newtoniana e relativística geral. O modelo proposto pela inércia quantizada apresenta maior alinhamento entre as observações dos sistemas binários largos do que a física Newtoniana, e até mesmo que o modelo de Dinâmica Newtoniana Modificada proposto por Milgrom em 1983.

## Críticas
Em 2017, o também professor Brian Koberlein publicou na revista Forbes um artigo clasificando a hipótese de pseudocência. No texto Brian conclui que "Para ser um modelo viável, MiHsC precisará lidar com as contradições em relação às teorias já estabelecidas, e isso se provará extremamente difícil". Tal padrão de comparação - em relação a outras teorias e não em relação à realidade - não possui embasamento metodológico. Ademais Brian não possui nenhum artigo publicado em revista científica desde 2001.

## Experimentos Atuais em Inércia Quântica
Em 2017, a Agência de Projetos de Pesquisa Avançada de Defesa dos Estados Unidos (DARPA) forneceu US$1.3 milhão em financiamento para um estudo de quatro anos  (2017-2021) que visa investigar a Inércia Quantizada. Como parte da bolsa DARPA, uma série de testes experimentais em várias configurações foram realizados e resultados finais ainda estão pendentes.